# Halloween (filmová série)

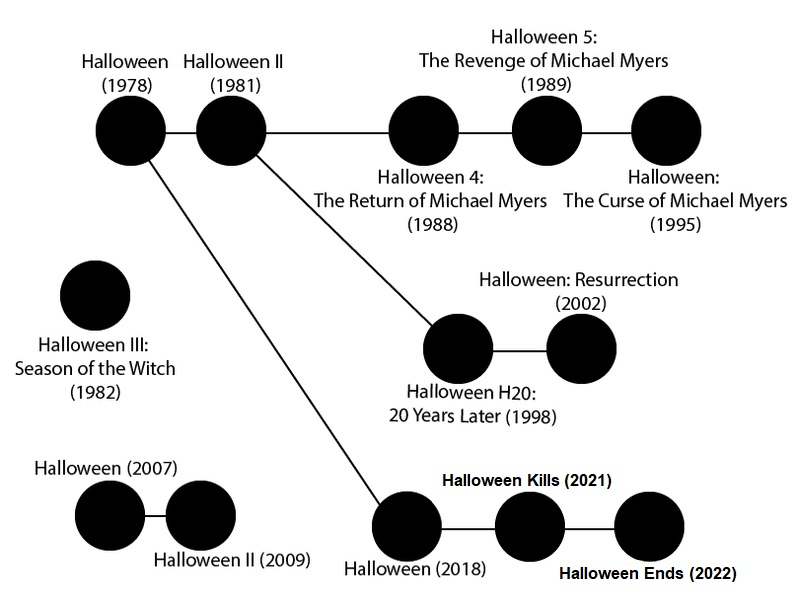
Schéma dějové návaznosti filmů ze série Halloween

Halloween je americká slasher mediální franšíza, zahrnující třináct celovečerních filmů, romány, komiksy, videohry a merchandising. Tvůrci původního konceptu jsou režisér a scenárista John Carpenter, a producentka a scenáristka Debra Hill. Hlavním antagonistou filmů je Michael Myers, psychopatický vrah skrývající tvář pod bílou maskou bez výrazu, kterého zdánlivě nelze zabít. 

## Seznam filmů
| Film                                        | Režisér                  | Scénář                                                             | Producent(i)                         |
| ------------------------------------------- | ------------------------ | ------------------------------------------------------------------ | ------------------------------------ |
| Halloween (1978)                            | John Carpenter           | Debra Hill a John Carpenter                                        | Debra Hill a John Carpenter          |
| Halloween 2 (1981)                          | Rick Rosenthal           | Debra Hill a John Carpenter                                        | Debra Hill a John Carpenter          |
| Halloween 3 (1982)                          | Tommy Lee Wallace        | Tommy Lee Wallace, John Carpenter a Nigel Kneale                   | Debra Hill a John Carpenter          |
| Halloween 4: Návrat Michaela Myerse (1988)  | Dwight H. Little         | Alan B. McElroy                                                    | Paul Freeman                         |
| Halloween 5 (1989)                          | Dominique Othenin-Girard | Michael Jacobs, Dominique Othenin-Girard a Shem Bitterman          | Ramsey Thomas                        |
| Halloween - Prokletí Michaela Myerse (1995) | Joe Chappelle            | Daniel Farrands                                                    | Paul Freeman                         |
| Halloween: H20 (1998)                       | Steve Miner              | Robert Zapia a Matt Greenberg                                      | Paul Freeman                         |
| Halloween: Zmrtvýchvstání (2002)            | Rick Rosenthal           | Larry Brand a Sean Hood                                            | Paul Freeman a Michael Leahy         |
| Halloween (2007)                            | Rob Zombie               | Rob Zombie                                                         | Malek Akkad, Andy Gould a Rob Zombie |
| Halloween II (2009)                         | Rob Zombie               | Rob Zombie                                                         | Malek Akkad, Andy Gould a Rob Zombie |
| Halloween (2018)                            | David Gordon Green       | Jeff Fradley,Danny McBride a David Gordon Green                    | Malek Akkad, Jason Blum & Bill Block |
| Halloween zabíjí (2021)                     | David Gordon Green       | Scott Teems, Danny McBride a David Gordon Green                    | Malek Akkad, Jason Blum & Bill Block |
| Halloween ends (14. října 2022)             | David Gordon Green       | Paul Brad Logan, Chris Bernier, Danny McBride a David Gordon Green | Malek Akkad, Jason Blum & Bill Block |